# Zabou (actrice pornographique)
Pour les articles homonymes, voir Zabou (homonymie).
Ne doit pas être confondu avec Zabou Breitman.
Zabou est une ancienne actrice pornographique française, née le 3 septembre 1973.

## Biographie
Zabou, originaire de Haute-Savoie, remporte en 1993 un concours de t-shirts mouillés devant 40 000 spectateurs, dans un festival de motards. Cette expérience lui fait découvrir sa tendance à l'exhibitionnisme et l'amène à tenter sa chance dans la pornographie.
Elle commence par poser nue sur des photos de charme, puis tourne en 1994 son premier film X, Les Visiteuses d'Alain Payet. Elle enchaîne avec de nombreux autres tournages, et gagne dans les années 1990 une image d'« anti-star » du porno français en privilégiant les petits X « sans prétention » plutôt que les grosses productions. On la voit ainsi dans divers films de Laetitia, alors reine du porno amateur en France, dont elle devient l'une des « actrices fétiches ». Hot Vidéo juge que « sans avoir vraiment atteint le statut de star », Zabou reste « l'une des actrices marquantes des années 90 ». Son attachement à la défense des animaux lui vaut par ailleurs à l'époque d'être surnommée la « Brigitte Bardot du X ».
Hors pornographie, elle tient un rôle secondaire dans Time Demon de Richard J. Thomson puis dans Déjà mort d'Olivier Dahan. On la voit également dans le clip de la chanson Cours vite, du groupe Silmarils, où apparaissent aussi Draghixa et Julia Channel. Elle cesse de tourner dans la première moitié des années 2000.

## Filmographie

### Pornographique (sélection)
- 1994 : Les Visiteuses, d'Alain Payet (Colmax)
- 1996 : L'école de Laetitia 6, de Laetitia (Nanou Vidéo)
- 1996 : Belles à jouir 10, de Laetitia (Nanou Vidéo)
- 1996 : Les infirmières de Laetitia 4, de Laetitia (Nanou Vidéo)
- 1996 : Zabou, la totale, de JJ Mezori
- 1998 : Les Nuits chaudes de Cannes, de Patrice Cabanel (V. Communication)
- 1998 : Exhibition 99, de John B. Root (JBR Média)
- 2002 : Au bonheur des femmes, de Patrice Cabanel (Lucy Vidéo)

### Non pornographique
- 1996 : Time Demon, de Richard J. Thomson
- 1998 : Déjà mort, d'Olivier Dahan